# Thouarella (Epithouarella) affinis
Thouarella (Epithouarella) affinis is een zachte koraalsoort uit de familie Primnoidae. De koraalsoort komt uit het geslacht Thouarella. Thouarella (Epithouarella) affinis werd in 1889 voor het eerst wetenschappelijk beschreven door Wright & Studer. 